# Cilunculus armatus
Cilunculus armatus is een zeespin uit de familie Ammotheidae. De soort behoort tot het geslacht Cilunculus. Cilunculus armatus werd in 1879 voor het eerst wetenschappelijk beschreven door Böhm. 